# Campeonato Europeu de Atletismo em Pista Coberta de 2017 - 1500 m masculino
A prova dos 1500 metros masculino do Campeonato Europeu de Atletismo em Pista Coberta de 2017 foi disputada entre os dias 3 e 4 de março de 2017 na Arena Kombank em Belgrado,  na Sérvia. 

## Recordes
Antes desta competição, os recordes mundiais e do campeonato nesta prova eram os seguintes:
|                       | Nome               | Nacionalidade | Tempo     | Local     | Data                    |
| --------------------- | ------------------ | ------------- | --------- | --------- | ----------------------- |
| Recorde mundial       | Hicham El Guerrouj | Marrocos      | 3m 31s 18 | Estugarda | 2 de fevereiro de 1997  |
| Recorde do campeonato | Ivan Heshko        | Ucrânia       | 3m 36s 70 | Madri     | 6 de março de 2005      |
| Recorde europeu       | Andrés Manuel Díaz | Espanha       | 3m 33s 32 | Pireu     | 24 de fevereiro de 1999 |

## Medalhistas
| Ouro                     | Prata                | Bronze              |
| Marcin Lewandowski (POL) | Kalle Berglund (SWE) | Filip Sasínek (CZE) |

## Cronograma
Todos os horários são locais (UTC+2).
| Data       | Hora  | Evento  |
| ---------- | ----- | ------- |
| 3 de março | 19:15 | Bateria |
| 4 de março | 20:18 | Final   |

## Resultados

### Bateria
Qualificação: 2 atletas de cada bateria  (Q) mais os 3 melhores qualificados (q). 
| Posição | Bateria | Atleta             | Nacionalidade | Tempo   | Notas |
| ------- | ------- | ------------------ | ------------- | ------- | ----- |
| 1       | 3       | Timo Benitz        | Alemanha      | 3:43.09 | Q     |
| 2       | 2       | Filip Sasínek      | Chéquia       | 3:43.64 | Q     |
| 3       | 3       | Marcin Lewandowski | Polónia       | 3:43.70 | Q     |
| 4       | 3       | Johan Rogestedt    | Suécia        | 3:44.12 | q     |
| 5       | 3       | Yassin Bouih       | Itália        | 3:44.67 | q     |
| 6       | 3       | Llorenç Sales      | Espanha       | 3:45.56 | q     |
| 7       | 2       | Kalle Berglund     | Suécia        | 3:45.68 | Q     |
| 8       | 2       | Emanuel Rolim      | Portugal      | 3:46.96 |       |
| 9       | 1       | Thomas Lancashire  | Reino Unido   | 3:47.37 | Q     |
| 10      | 2       | Tamás Kazi         | Hungria       | 3:47.64 |       |
| 11      | 1       | Sofiane Selmouni   | França        | 3:47.71 | Q     |
| 12      | 1       | Marius Probst      | Alemanha      | 3:47.89 |       |
| 13      | 3       | Goran Nava         | Sérvia        | 3:48.53 |       |
| 14      | 2       | Jan Hochstrasser   | Suíça         | 3:49.49 |       |
| 15      | 1       | Sergio Paniagua    | Espanha       | 3:50.00 |       |
| 16      | 1       | Jan Friš           | Chéquia       | 3:50.38 |       |
| 17      | 1       | Filip Ingebrigtsen | Noruega       | 3:51.25 |       |
| 18      | 1       | Richard Douma      | Países Baixos | 3:53.14 |       |
| 19      | 3       | Dixon Harvey       | Gibraltar     | 3:54.09 |       |
| 20      | 1       | Yervand Mkrtchyan  | Armênia       | 3:54.53 |       |
| 21      | 2       | Marc Alcalá        | Espanha       | 3:54.85 | q     |
| 22      | 2       | John Travers       | Irlanda       | 3:59.72 | q     |

### Final
A final aconteceu às 20:18 no dia 4 de março de 2017. 

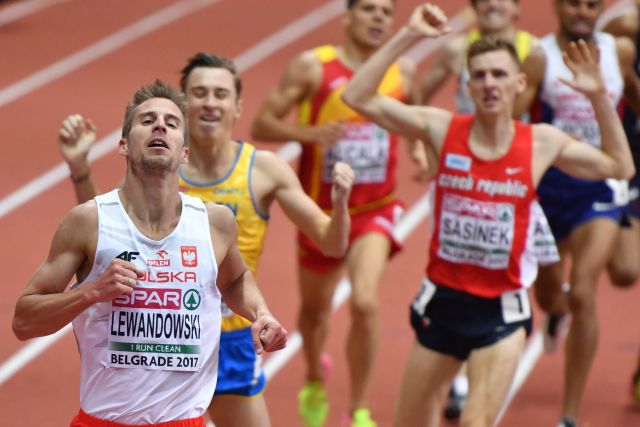
Conclusão da final.

| Posição           | Atleta             | Nacionalidade | Tempo   | Notas |
| ----------------- | ------------------ | ------------- | ------- | ----- |
| Medalha de ouro   | Marcin Lewandowski | Polónia       | 3:44.82 |       |
| Medalha de prata  | Kalle Berglund     | Suécia        | 3:45.56 |       |
| Medalha de bronze | Filip Sasínek      | Chéquia       | 3:45.89 |       |
| 4                 | Marc Alcalá        | Espanha       | 3:46.36 |       |
| 5                 | Thomas Lancashire  | Reino Unido   | 3:46.57 |       |
| 6                 | Sofiane Selmouni   | França        | 3:46.70 |       |
| 7                 | Timo Benitz        | Alemanha      | 3:46.73 |       |
| 8                 | Yassin Bouih       | Itália        | 3:47.95 |       |
| 9                 | Llorenç Sales      | Espanha       | 3:48.56 |       |
| 10                | Johan Rogestedt    | Suécia        | 3:49.91 |       |
| 11                | John Travers       | Irlanda       | 3:53.11 |       |

Legenda
| Recorde mundial       | Recorde mundial (World record)               |                       | Recorde africano                      | Recorde africano (African) |                                           | Q | Classificado por posição (Qualified) |
| Recorde do campeonato | Recorde do campeonato (Championship record)  | Recorde da América    | Recorde da América (Americas)         | q                          | Classificado por melhor tempo (Qualified) |   |                                      |
| Melhor marca do ano   | Melhor marca do ano (World leading)          | Recorde asiático      | Recorde asiático (Asian)              | DNS                        | Não largou (Did not start)                |   |                                      |
| Recorde nacional      | Recorde nacional (National record)           | Recorde europeu       | Recorde europeu (European)            | DNF                        | Não terminou (Did not finish)             |   |                                      |
| Recorde pessoal       | Recorde pessoal do atleta (Personal best)    | Recorde da Oceania    | Recorde da Oceania (Oceania)          | DSQ / DQ                   | Desclassificado (Disqualified)            |   |                                      |
| Recorde da temporada  | Recorde da temporada do atleta (Season best) | Recorde sul-americano | Recorde sul-americano (South America) | NM                         | Sem marca (No mark)                       |   |                                      |